# Teste estático (astronáutica)

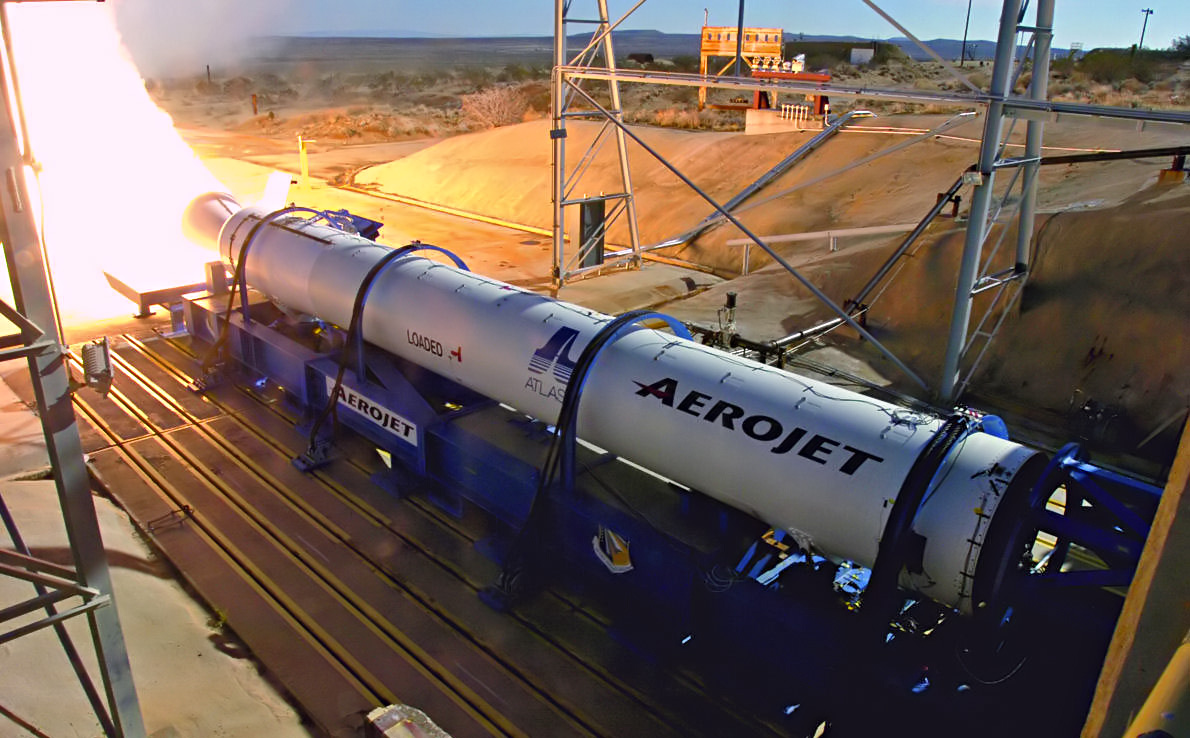
O teste estático do motor do foguete Atlas V.

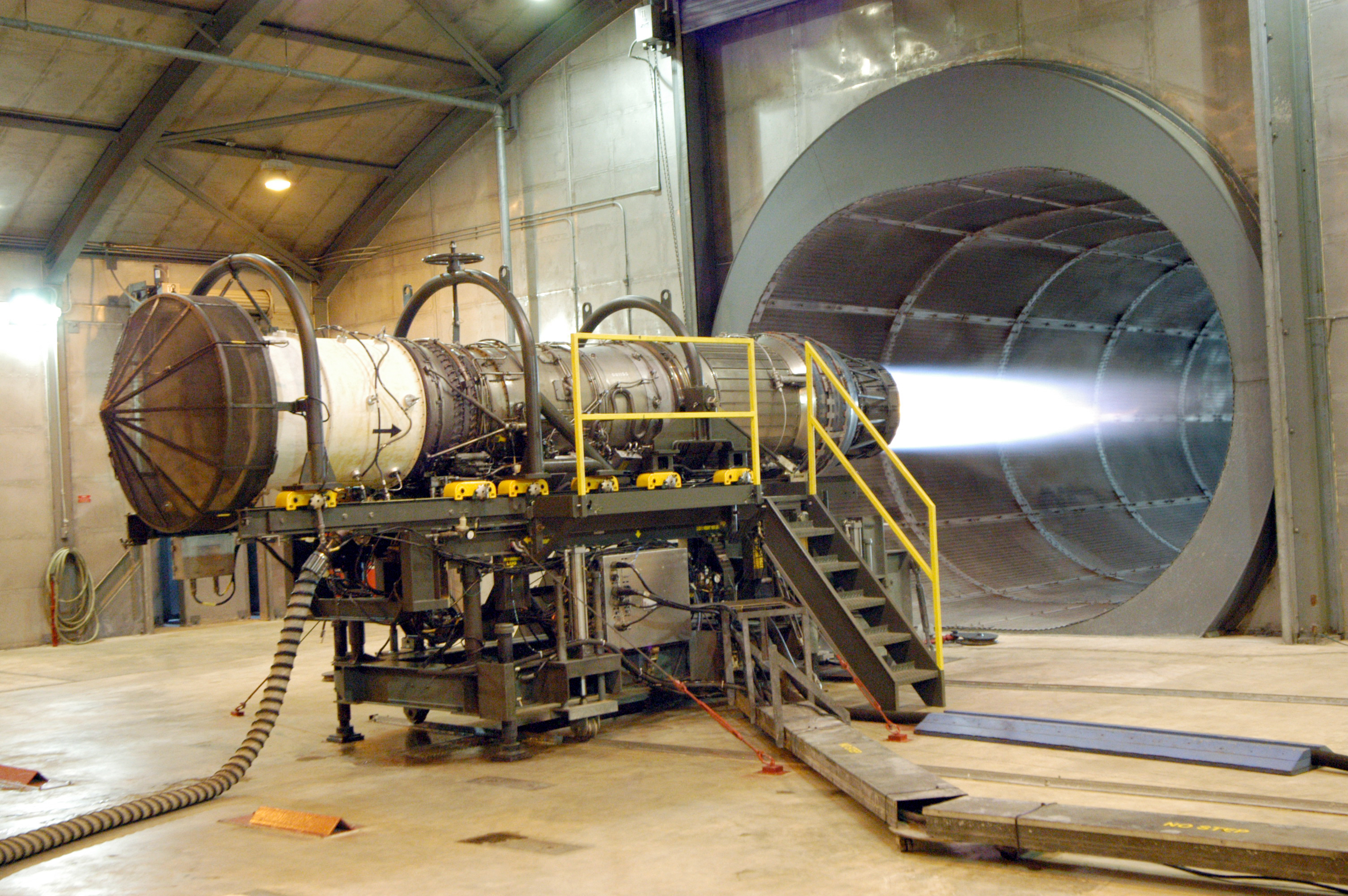
O teste estático da turbina Pratt & Whitney F100.

Um teste estático — em engenharia aeroespacial, se refere ao teste em solo de um foguete ou avião completos, ou apenas dos seus motores, 
fixados numa estrutura tal que os artefatos sendo testados, se mantenham imóveis, mesmo quando acionados.
Esse tipo de teste, serve para verificar os critérios de projeto estrutural, a integridade estrutural, os efeitos com cargas de trabalho limites 
e no caso específico de motores de foguete, mensurar o empuxo gerado por ele.